# 2020년 5월 죽음
다음은 2020년 5월에 사망한 저명한 인물 목록이다.
- 5월 1일 - 대한민국의 축구선수 정해원
- 5월 2일 - 대한민국의 정치인 김효석
- 5월 3일 - 미국의 영화배우 존 에릭슨
- 5월 5일 - 대한민국의 법조인 송언종
- 5월 7일 - 중화인민공화국의 로마 가톨릭교회 주교 주바오위
- 5월 8일 - 미국의 마술사 로이 혼
- 5월 9일
  - 대한민국의 정치인 권재진
  - 미국의 가수 리틀 리처드
  - 오스트레일리아의 영화배우 아서 디그냄
- 5월 11일 - 미국의 영화배우 제리 스틸러
- 5월 12일
  - 프랑스의 영화배우 미셸 피콜리
  - 오스트레일리아의 영화배우 조지 미켈
- 5월 13일 - 일본의 스모선수 쇼부시 간지
- 5월 15일
  - 대한민국의 정치인 양정식
  - 미국의 영화배우 프레드 윌러드
- 5월 16일
  - 대한민국의 성우 윤미림
  - 미국의 영화감독 린 셸턴
  - 타이완의 하카저자 중자오정
- 5월 17일
  - 대한민국의 슈퍼센티네리언 이화례
  - 캐나다의 영화배우 모니크 메르퀴르
  - 미국의 프로레슬링선수 섀드 개스퍼드
- 5월 19일 - 캐나다의 저술가 라비 자카리어스
- 5월 21일
  - 대한민국의 군인 류병현
  - 미국의 경제학자 올리버 E. 윌리엄슨
- 5월 22일
  - 대한민국의 정치인 주병덕
  - 미국의 농구감독 제리 슬로언
- 5월 23일 - 일본의 프로레슬러 기무라 하나
- 5월 25일
  - 대한민국의 정치인 현승종
  - 대한민국의 정치인 이영근
  - 독일의 영화배우 레나테 크뢰스너
  - 미국의 기독교인 조지 플로이드
- 5월 26일
  - 대한민국의 교육자 유인종
  - 대한민국의 성우 김영민
  - 홍콩과 마카오의 기업가 스탠리 호
  - 미국의 영화배우 리차드 허드
  - 독일의 영화배우 임 허만
- 5월 27일 - 대한민국의 정치인 김봉환
- 5월 28일 - 대한민국의 군인 이양호
- 5월 30일 - 대한민국의 수학자 김용운
- 5월 31일
  - 불가리아의 미술가 크리스토 자바체프
  - 독일의 영화배우 단 반 후센